# Communauté rurale de Mabo
Pour les articles homonymes, voir Mabo.
La communauté rurale de Mabo est une communauté rurale du Sénégal située au centre du pays. 
Dotée d'une nouvelle configuration en 2011, elle fait partie de l'arrondissement de Mabo, du département de Birkelane et de la région de Kaffrine.